# Майкон Орельяна
Майкон Хонатан Орельяна Моралес (ісп. Maikon Jonathan Orellana Morales, нар. 12 листопада 1993, Чалатенанго) — сальвадорський футболіст, який грав на позиції нападника і півзахисника. відомий за виступами в низці сальвадорських і закордонних клубів, а також у складі національної збірної Сальвадору.

## Клубна кар'єра
Майкон Орельяна розпочав займатися футболом в академії клубу Major League Soccer «Реал Солт-Лейк», проте пізніше перейшов до школи данського клубу «Брондбю». У 2013 році сальвадорського футболіста перевели до основної команди «Брондбю», проте в головній команді данського клубу Орельяна так і не зіграв, і в 2014 році перейшов до сальвадорської команди «Альянса». У 2015 році гравець перейшов до американського клубу USL «Реал Монаркс», у якому виступав до початку 2017 року. З 2017 до 2018 року Орельяна грав у складі нижчолігового сальвадорського клубу «Кекейске» (Санта-Текла). у 2018 році футболіст перейшов до складу нижчолігового американського клубу «Веллі Раш», у складі якого завершив виступи на футбольних полях у 2020 році.

## Виступи за збірну
У 2013 році Майкон Орельяна у складі молодіжної збірної Сальвадору брав участь у тогорічному молодіжному чемпіонаті світу, на якому провів усі 3 матчі групового турніру. У 2014 році Орельяна зіграв свій єдиний матч у складі національної збірної Сальвадору.